# Martinovăț, Caraș-Severin
Martinovăț este un sat în comuna Sichevița din județul Caraș-Severin, Banat, România.